# عبد الناصر لقاح
عبد الناصر لقاح شاعر مغربي، عضو باتحاد كتاب المغرب، من مواليد 1958 بمنطقة بني درار شرق المغرب. كان لقاح رئيسا لمحترف الشعر بالكلية، يتميز شعره بالمحافظة الشديدة، وهو من عائلة شاعرة معروفة بالمغرب «عائلة لقاح» إلى جانب محمد لقاح وميلود لقاح.
هو دكتور محاضر بكلية الآداب والعلوم الإنسانية مولاي إسماعيل بمكناس.

## دواوينه
للقاح عدة دواوين شعرية من بينها:
- اشتعال السرو - 1988
- ديوان الأرق - 1989
- شهوة الأشجار - 1996
- جداول الروح - وهو مشترك مع الشاعر والعلامة المغربي فريد الأنصاري - - 1997.
- أشجار نصيرة الجذلى - 1998
- مارية تبكي مارية تضحك - 2001